# Matca, Galați
Matca este o comună în județul Galați, Moldova, România, formată numai din satul de reședință cu același nume. Se află în Câmpia Tecuciului[*]; lângă Corozel; și la o altitudine de 60 m deasupra nivelului mării. Are o suprafață de 85,79 km². Populația este de 11.535 locuitori, determinată în 1 decembrie 2021, prin recensământ, chestionar.

## Așezare
Comuna se află în vestul județului, în Câmpia Tecuciului, pe malurile râului Corozel. Este străbătută de șoseaua națională DJ251, care o leagă spre vest de Tecuci (unde se termină în DN25), și spre est de Valea Mărului, Cudalbi, Costache Negri, Pechea, Cuza Vodă, Slobozia Conachi, Schela, Smârdan și Galați (unde se termină în DN26). La Matca, din acest drum se ramifică șoseaua județeană DJ251A, care duce spre nord la Corod și Drăgușeni (unde se termină în DN24D).
Este limitrofă municipiului Tecuci, cu care se învecinează la vest, la nord se învecinează cu comuna Munteni, la est cu comunele Corod și Valea Mărului și la sud cu comuna Drăgănești.

## Istorie
La sfârșitul secolului al XIX-lea, comuna făcea parte din plasa Nicorești a județului Tecuci și era formată doar din satul de reședință, cu 2260 de locuitori ce trăiau în 594 de case. În comună funcționau trei biserici și o școală cu 64 de elevi. Anuarul Socec din 1925 o consemnează în aceeași plasă, având o populație de 3000 de locuitori.
În 1950, comuna a fost transferată raionului Tecuci din regiunea Putna, apoi (după 1952) din regiunea Bârlad și în sfârșit (după 1956) din regiunea Galați. În 1968, a trecut la județul Galați.

## Personalități
- Doroteea Bărbieru (1909 - 2012), călugăriță

## Monumente istorice
Singurul obiectiv din comună clasificat ca monument istoric este o parte din Valul lui Athanaric, sit arheologic de interes național datând din perioda migrațiilor (secolele al II-lea–al IV-lea), aflat pe teritoriul mai multor comune.

## Economie
Comuna Matca este unul dintre cele mai importante centre în producția de legume din România.

## Demografie
Componența etnică a comunei Matca
     Români (93,88%)
     Alte etnii (0,02%)
     Necunoscută (6,1%)
Componența confesională a comunei Matca
     Ortodocși (87,73%)
     Adventiști (5,7%)
     Alte religii (0,24%)
     Necunoscută (6,33%)
Conform recensământului efectuat în 2021, populația comunei Matca se ridică la 11.535 de locuitori, în scădere față de recensământul anterior din 2011, când fuseseră înregistrați 11.605 locuitori. Majoritatea locuitorilor sunt români (93,88%), iar pentru 6,1% nu se cunoaște apartenența etnică. Din punct de vedere confesional, majoritatea locuitorilor sunt ortodocși (87,73%), cu o minoritate de adventiști (5,7%), iar pentru 6,33% nu se cunoaște apartenența confesională.

## Politică și administrație
Comuna Matca este administrată de un primar și un consiliu local compus din 17 consilieri. Primarul, Gheorghe Marin[*], de la Partidul Social Democrat, este în funcție din octombrie 2020. Începând cu alegerile locale din 2024, consiliul local are următoarea componență pe partide politice:
|  | Partid                          | Consilieri | Componența Consiliului | Componența Consiliului | Componența Consiliului | Componența Consiliului | Componența Consiliului | Componența Consiliului | Componența Consiliului | Componența Consiliului | Componența Consiliului | Componența Consiliului | Componența Consiliului | Componența Consiliului | Componența Consiliului |
|  | ------------------------------- | ---------- | ---------------------- | ---------------------- | ---------------------- | ---------------------- | ---------------------- | ---------------------- | ---------------------- | ---------------------- | ---------------------- | ---------------------- | ---------------------- | ---------------------- | ---------------------- |
|  | Partidul Social Democrat        | 13         |                        |                        |                        |                        |                        |                        |                        |                        |                        |                        |                        |                        |                        |
|  | Partidul Național Liberal       | 3          |                        |                        |                        |                        |                        |                        |                        |                        |                        |                        |                        |                        |                        |
|  | Alianța pentru Unirea Românilor | 1          |                        |                        |                        |                        |                        |                        |                        |                        |                        |                        |                        |                        |                        |